# Kitsman
Kitsman (tiếng Ukraina: Кіцмань) là một thành phố của Ukraina. Thành phố này thuộc tỉnh Chernivtsi. Thành phố này có diện tích ? km2, dân số theo điều tra dân số năm 2001 là 7608 người. Thành phố là huyện lỵ huyện cùng tên.